# 小行星6607
小行星6607（英語：6607 Matsushima）是一颗围绕太阳公转的小行星。1991年10月29日，圓舘金、渡邊和郎在北见发现了此天体。
这颗小行星的绝对星等为283.71585等。